# Ijagar maculum
Ijagar maculum är en insektsart som beskrevs av Medler 2000. Ijagar maculum ingår i släktet Ijagar och familjen Flatidae. Inga underarter finns listade i Catalogue of Life.